# Historische Tassenformen der KPM Berlin
Diese Liste zeigt historische Tassenformen der Königlichen Porzellan-Manufaktur Berlin (KPM).
| Form                                                            | Höhe cm | Henkel                    | Fuß               | Modell                                     | Jahr    | Bild | Beschreibung                              |
| --------------------------------------------------------------- | ------- | ------------------------- | ----------------- | ------------------------------------------ | ------- | ---- | ----------------------------------------- |
| Halbkugel Lit.: S. 192 Nr. 189                                  | 5       | Seitenhenkel              | zylindrisch       | 122                                        | um 1775 |      | Blumen                                    |
| ovale Form Lit.: Tafel 120 Abb. 551                             | 6,5     | Seitenhenkel              | zylindrisch       | 633                                        | um 1780 |      | Ziegen                                    |
| en vase Lit.: S. 255 Nr. 282                                    | 7,6     | Seitenhenkel hoch         | Postament         | Preis-Courant Nr. 6                        | um 1830 |      | Akanthusblatt-Rankenwerk                  |
| geschweifte Form reliefiert Lit.: S. 67 Nr. 19                  | 6–7,5   | Seitenhenkel              | Postament         | Preis-Courant Nr. 17                       | um 1830 |      | silberne Pflanzen-Ornamente               |
| 12-kantig                                                       | 6,5     | Spitzhenkel               | gekehlter Fuß     | Preis-Courant Nr. 9                        | um 1830 |      | Ornamente                                 |
| Glockenform breit Lit.: S. 251 Nr. 257 S. 67 Nr. 18             | 7,5–8   | Seitenhenkel              | profilierter Fuß  | Scheffler 18                               | um 1830 |      | Das Neue Palais im Park von Sanssouci     |
| konisch Lit.: S. 203 Abb. 203                                   | 6–6,5   | Seitenhenkel eckig        | ohne Fuß          | 1196                                       | um 1790 |      | Kornblumen                                |
| zylindrisch Lit.: S. 202 Nr. 201 S. 54                          | 5–5,6   | Seitenhenkel eckig        | ohne Fuß          | 809                                        | um 1790 |      | Kornblumen                                |
| gerundete Becherform Lit.: Tafel 29 Abb. 115, 117 S. 36 Abb. 19 | 6,4     | Seitenhenkel eingebogt    | konisch           | 257                                        | um 1775 |      | spielende Putten                          |
| Becherform Lit.: S. 257 Nr. 286                                 | 8,3     | Seitenhenkel              | ohne Fuß          | Preis-Courant Nr. 30                       | um 1820 |      | Palmetten-Ornament (Neue Wache in Berlin) |
| zylindrisch Lit.: S. 249 Abb. 272                               | 11,8    | Rosettenhenkel            | ohne Fuß          | Preis-Courant Nr. 3                        | um 1820 |      |                                           |
| zylindrisch Lit.: S. 242 Nr. 261 S. 62                          | 13,5    | Rosettenhenkel            | Löwenfüße         | Preis-Courant Nr. 2 Scheffler 12           | um 1830 |      | Jubiläumstasse 1836                       |
| Campaner Lit.: S. 207ff S. 56 Nr. 4                             | 7,2–7,5 | Campaner hoch             | ohne Fuß          | 1308, Scheffler 4                          | um 1800 |      | Stechpalme                                |
| Hetruisch Lit.: S. 216 Nr. 222 S. 56 Nr. 4a                     | 7,5–8   | Campaner hoch             | zylindrisch       | 755, Scheffler 4a                          | um 1800 |      | Rosen                                     |
| Kalathos (Wollkorb) Lit.: S. 237 Nr. 237 S. 57 Nr. 5            | 9–9,5   | Campanerhenkel hoch       | ohne Fuß          | Preis-Courant Nr. 27 Scheffler 5           | um 1820 |      | 1813 aus Blumengirlanden                  |
| Kalathos (Wollkorb)                                             | 8,6     | Rosettenhenkel            | ohne Fuß          | unbekannt                                  | um 1830 |      | Eisernes Kreuz                            |
| Kalathos (Wollkorb) Lit.: S. 239 Nr. 255                        | 10      | Widderkopfhenkel          | ohne Fuß          | Preis-Courant Tafel 1 Nr. 38a Scheffler 15 | um 1830 |      | Vedute                                    |
| Kalathos (Wollkorb) Lit.: S. 61 Nr. 11                          | 7,8     | Delphin-Henkel            | gekehlter Fuß     | Scheffler 11                               | um 1820 |      | Blumen                                    |
| Kalathos (Wollkorb)                                             | 7,1     | Seitenhenkel mit Palmette | gekehlter Fuß     | Preis-Courant Nr. 5                        | um 1820 |      | Vedute                                    |
| Kalathos (Wollkorb)                                             | 8,3     | Seitenhenkel              | ohne Fuß          | Preis-Courant Nr. 25                       | um 1820 |      | Vedute                                    |
| Kalathos mit Perlfries Lit.: S. 245 Nr. 266 S. 63 Nr. 13        | 10,5    | Schwanenhalshenkel        | ohne Fuß          | Preis-Courant Nr. 13 Scheffler 13          | um 1830 |      | Vedute (Altes Museum)                     |
| Kalathos mit Perlfries Lit.: S. 261 Nr. 291 S. 64 Nr. 14        | 12,1    | Schwanenhalshenkel        | Löwenfüße         | Preis-Courant Nr. 14                       | um 1830 |      | Vedute (Schloss Glienicke)                |
| Kalathos mit Perlfries Lit.: S. 275 Nr. 312                     | 11,5    | Geniushenkel              | gekehlter Fuß     | Preis-Courant Nr. 5, 257                   | um 1870 |      | Vedute                                    |
| Glockenbecher Lit.: S. 229 Nr. 242 S. 58 Nr. 6a                 | 9,7     | Rosettenhenkel            | Postament         | Preis-Courant Nr. 36 Scheffler 6a          | um 1820 |      | 3 Veduten                                 |
| Glockenbecher Lit.: S. 282 Nr. 321 S. 58 Nr. 7                  | 10,5    | Campanerhenkel            | gekehlter Fuß     | Scheffler 7                                | um 1830 |      | Vedute                                    |
| Glockenbecher Lit.: S. 59 Nr. 8                                 | 12      | Schlangenkopf             | gekehlter Fuß     | Scheffler 8                                | um 1815 |      | Akanthusblatt-Ranken                      |
| Glockenbecher Lit.: S. 245 Nr. 246 S. 59 Nr. 16                 | 12      | mit Muschelpalmette unten | konisch           | Preis-Courant Nr. 10 Scheffler 16          | um 1830 |      | Vedute                                    |
| Glockenform Lit.: S. 213 Nr. 216 S. 54 Nr. 2                    | 11      | Schwanenhalshenkel        | Poatament konisch | Scheffler 2                                | um 1810 |      | Luisentasse                               |
| Glockenform Lit.: S. 228 Nr. 240 S. 60 Nr. 10                   | 11,5    | Rosettenhenkel geperlt    | gekehlter Fuß     | Scheffler 10                               | um 1820 |      | Vedute                                    |
| Glockenform                                                     | 9       | Seitenhenkel mit Palmette | gekehlter Fuß     | Preis-Courant Nr. 19                       | um 1825 |      | Vedute                                    |
| Glockenform                                                     | 12,5    | Henkel mit Steg           | gekehlter Fuß     | unbekannt                                  | um 1830 |      | Martin Luther                             |
| Glockenform oval                                                | 13,3    | Henkel mit Steg           | Postament         | unbekannt                                  | um 1820 |      | Akanthus-Ranken und Palmetten             |
| Glockenform                                                     | 11      | Henkel mit Steg           | Postament         | Preis-Courant Nr. 63                       | um 1810 |      | Blumenfries                               |